# Homunculus (manga)
Homunculus (ホ ム ン ク ル ス Homunkurusu?) es un manga de Hideo Yamamoto, de demografía seinen y de género psicológico. Fue serializado en la revista Big Comic Spirits. El primer volumen fue lanzado por Shogakukan el 30 de julio de 2003, y el último volumen, el 28 de abril de 2011.
El manga trata de manera ficticia el concepto de la trepanación.

## Argumento
La trepanación es el procedimiento de la perforación de un agujero en el cráneo. Se dice que aumenta la circulación de la sangre y mejora la presión dentro del cráneo. También se realiza para desarrollar la percepción extrasensorial de una persona, la capacidad de utilizar poderes espirituales, ver fantasmas, mover objetos con la mente.
El protagonista, Nakoshi Susumu, vive en su propio coche frente a un parque habitado por vagabundos. Durante el día, él conduce por la ciudad y cena de noche con los vagabundos, llevando bebida para ellos. Los vagabundos se refieren a él como un "sin techo con un traje", debido a que siempre va bien vestido y, aun viviendo entre ellos, no se parece a ellos.
Un día, un estudiante de medicina excéntrico llamado Manabu Ito le ofrece una buena cantidad de dinero a Nakoshi para realizarle una trepanación, con el fin de poner a prueba los mitos acerca de los poderes sobrenaturales que conlleva. Con su coche embargado, Nakoshi finalmente acepta servir como un "sujeto" en este experimento.
Después de la cirugía, Nakoshi comienza a sufrir alucinaciones que representan los traumas e inseguridades de la gente a su alrededor.

## Volúmenes
| Número     | Editorial            | ISBN                                          | Fecha de publicación                      |
| ---------- | -------------------- | --------------------------------------------- | ----------------------------------------- |
| Volumen 1  | Shogakukan Ponet Mon | ISBN 4-09-187071-6 ISBN 84-96427-18-8         | 30 de julio de 2003 septiembre de 2005    |
| Volumen 2  | Shogakukan Ponet Mon | ISBN 4-09-187072-4 ISBN 978-84-96427-20-4     | 30 de abril de 2004 octubre de 2005       |
| Volumen 3  | Shogakukan Ponet Mon | ISBN 4-09-187073-2 ISBN 978-84-96427-21-1     | 30 de julio de 2004 noviembre de 2005     |
| Volumen 4  | Shogakukan Ponet Mon | ISBN 4-09-187074-0 ISBN 978-84-96427-32-7     | 24 de diciembre de 2004 junio de 2006     |
| Volumen 5  | Shogakukan Ponet Mon | ISBN 4-09-187075-9 ISBN 978-84-96427-44-0     | 28 de febrero de 2005 enero de 2007       |
| Volumen 6  | Shogakukan Ponet Mon | ISBN 4-09-187076-7 ISBN 978-84-96427-51-8     | 30 de agosto de 2005 abril de 2007        |
| Volumen 7  | Shogakukan Ponet Mon | ISBN 4-09-180772-0 ISBN 978-84-96427-69-3     | 30 de noviembre de 2006 noviembre de 2007 |
| Volumen 8  | Shogakukan Ponet Mon | ISBN 978-4-09-181068-7 ISBN 978-84-96427-82-2 | 29 de junio de 2007 marzo de 2008         |
| Volumen 9  | Shogakukan Ponet Mon | ISBN 978-4-09-181747-1 ISBN 978-84-92444-15-1 | 29 de febrero de 2008 octubre de 2008     |
| Volumen 10 | Shogakukan           | ISBN 978-4-09-182129-4                        | 28 de agosto de 2009                      |
| Volumen 11 | Shogakukan           | ISBN 978-4-09-182250-5                        | 26 de diciembre de 2009                   |
| Volumen 12 | Shogakukan           | ISBN 978-4-09-183018-0                        | 27 de febrero de 2010                     |
| Volumen 13 | Shogakukan           | ISBN 978-4-09-183353-2                        | 30 de julio de 2010                       |
| Volumen 14 | Shogakukan           | ISBN 978-4-09-183535-2                        | 25 de diciembre de 2010                   |
| Volumen 15 | Shogakukan           | ISBN 978-4-09-183790-5                        | 28 de abril de 2011                       |